# Monumento al genocidio de Jóyali en La Haya
Monumento al genocidio de Jóyali (en azerí: Haaqa şəhərində Xocalı abidəsi) — El monumento conmemorativo erigido en la ciudad de La Haya de los Países Bajos el 24 de febrero de 2008 como un signo de protesta contra el genocidio cometido en la noche del 25 al 26 de febrero de 1992 por miembros de las fuerzas armadas armenias en Jóyali.

## La madre que intenta proteger a su bebé de los enemigos
Representantes del Comité Estatal del Trabajo con los azerbaiyanos que viven en el extranjero, miembros del cuerpo diplomático, representantes de las diásporas de Azerbaiyán y Turquía asistieron a la ceremonia de inauguración del monumento.
El monumento construido en el parque Kamperfoeliestraat es uno de los proyectos más grandes de la Asociación Cultural Holandesa-Azerbaiyana-Turca. La ilustración principal del monumento refleja a una madre que mantiene a su hijo sobre su cabeza para protegerlo de los invasores armenios. La altura del monumento es de unos 2 metros. En el territorio del monumento, que está arrendado por 30 años, se establecerá un jardín de flores.